# Pouštní lvi
Pouštní lvi (Desert Lions) je dokument televize BBC poprvé vysílaný v roce 2007. Jde o epizodu rozsáhlého cyklu Svět přírody. Dokument se zaměřuje na pouštní lvy, kteří byli považováni za vyhynulé-znovu nalezeni se pak ale stávají terčem kameramanů. V dokumentu se objevuje také Philip Stander-uznávaný ochránce pouštních lvů. Společně s týmem usiluje o to, aby se domorodci naučili nezabíjet pouštní lvy. Dokument v originále vyprávěl také známý přírodovědný publicista David Attenborough. Česky byl již vysílán na ČT2.